# الحمل الأقصى
الحمل الأقصى (بالإنجليزية: maximum demand)‏ هي أعلى قيمة للقدرة أو التيار أو الجهد... الخ ، خلال فترة محددة (يوم أو شهر أو سنة). ويتم تقدير القيمة القصوى للقدرة المستهلكة خلال فترات زمنية متساوية ومتعاقبة، أي كل ربع ساعة أو كل نصف ساعة مثلاً.